# Kožušany-Tážaly
Kožušany-Tážaly jsou obec v okrese Olomouc v Olomouckém kraji. Žije zde 880 obyvatel.

## Historie
Obec Kožušany-Tážaly vznikla 1. ledna 1961 sloučením dvou obcí, jimiž jsou Kožušany a Tážaly. Dne 1. července 1980 byla celá obec Kožušany-Tážaly přejmenována na Kožušany. Dne 1. července 1992 byla celá obec Kožušany přejmenována na původní název Kožušany-Tážaly.

## Obyvatelstvo
| Rok            | 1869 | 1880 | 1890 | 1900 | 1910 | 1921 | 1930 | 1950 | 1961 | 1970 | 1980 | 1991 | 2001 | 2011 | 2021 |
| -------------- | ---- | ---- | ---- | ---- | ---- | ---- | ---- | ---- | ---- | ---- | ---- | ---- | ---- | ---- | ---- |
| Počet obyvatel | 668  | 703  | 778  | 769  | 830  | 826  | 839  | 683  | 761  | 747  | 795  | 773  | 803  | 822  | 835  |
| Počet domů     | 118  | 125  | 131  | 140  | 145  | 146  | 164  | 178  | 189  | 198  | 213  | 236  | 236  | 250  | 267  |

## Obecní správa

### Části obce
- Kožušany
- Tážaly

### Obecní symboly
Znak a vlajka byly obci uděleny rozhodnutím předsedy Poslanecké sněmovny Parlamentu České republiky dne 26. listopadu 1999.

## Doprava
Obcí prochází silnice II/435, která začíná v Olomouci a končí v Polkovicích za Tovačovem.

### Dopravní spojení
Do obce zajíždí autobusová linka IDSOK č. 704 dopravce Veolia Transport Morava. V obci se nachází železniční zastávka Kožušany, ležící na trati č. 301 Olomouc - Nezamyslice. Na zastávce zastavují všechny osobní vlaky.

## Pamětihodnosti
- Kaple svaté Anny – Kožušany
- Socha svatého Josefa – Kožušany
- Památník obětem druhé světové války – Kožušany
- Socha svatého Norberta – Tážaly